# Panagiota Dosi
Panagiota Dosi (in greco Παναγιώτα Δόση?; Atene, 1º aprile 2001) è un'altista greca.

## Progressione

### Salto in lungo
| Stagione | Misura    | Luogo          | Data      | Rank. Mond. |
| -------- | --------- | -------------- | --------- | ----------- |
| 2024     | 1,90 m(i) | Pireo          | 18-2-2024 |             |
| 2023     | 1,91 m    | Kraljevo       | 23-7-2023 |             |
| 2022     | 1,84 m    | Zoetermeer     | 31-8-2022 |             |
| 2021     | 1,84 m    | Atene          | 14-6-2021 |             |
| 2020     | 1,85 m    | Argos Orestiko | 15-7-2020 |             |
| 2019     | 1,86 m    | Patrasso       | 27-7-2019 |             |
| 2018     | 1,83 m(i) | Istanbul       | 17-2-2018 |             |
| 2017     | 1,83 m    | Atene          | 31-5-2017 |             |
| 2016     | 1,77 m    | Agios Nikolaos | 27-4-2016 |             |

## Palmarès
| Anno | Manifestazione      | Sede         | Evento        | Risultato      | Prestazione | Note                          |
| ---- | ------------------- | ------------ | ------------- | -------------- | ----------- | ----------------------------- |
| 2018 | Mondiali U18        | Győr         | Salto in alto | 10ª            | 1,74 m      |                               |
| 2018 | Olimpiadi giovanili | Buenos Aires | Salto in alto | 7ª             | 3,53 m      | [ 1 ] [ 2 ]                   |
| 2019 | Europei U20         | Borås        | Salto in alto | 7ª             | 1,84 m      |                               |
| 2021 | Europei U23         | Tallinn      | Salto in alto | 12ª            | 1,80 m      |                               |
| 2023 | Europei U23         | Espoo        | Salto in alto | Argento        | 1,89 m      | Miglior prestazione personale |
| 2023 | Mondiali            | Budapest     | Salto in alto | 34ª (q)        | 1,80 m      | [ 3 ]                         |
| 2024 | Europei             | Roma         | Salto in alto | 28ª (q)        | 1,81 m      |                               |
| 2024 | Giochi olimpici     | Parigi       | Salto in alto | Qualificazione | nm          |                               |

## Campionati nazionali
- 2 volte campionessa nazionale greca del salto in alto (2020, 2023)

2019
- Argento ai campionati greci indoor (Pireo), salto in alto - 1,77 m
- Argento ai campionati greci (Patrasso), salto in alto - 1,86 m

2020
- 6ª ai campionati greci indoor (Pireo), salto in alto - 1,75 m
- Oro ai campionati greci (Patrasso), salto in alto - 1,85 m

2021
- Argento ai campionati greci indoor (Pireo), salto in alto - 1,83 m
- 5ª ai campionati greci (Patrasso), salto in alto - 1,81 m

2022
- 4ª ai campionati greci indoor (Pireo), salto in alto - 1,74 m
- Bronzo ai campionati greci (Salonicco), salto in alto - 1,81 m

2023
- 5ª ai campionati greci indoor (Pireo), salto in alto - 1,77 m
- Oro ai campionati greci (Volos), salto in alto - 1,88 m

2024
- Argento ai campionati greci indoor (Pireo), salto in alto - 1,90 m
- Argento ai campionati greci (Volos), salto in alto - 1,85 m

## Altre competizioni internazionali
2015
- 4ª al Festival olimpico della gioventù europea ( Győr), Salto in alto - 1,77 m

2018
- Oro alla Gymnasiadi - ( Marrakech), Salto in alto - 1,77 m

2023
- Argento ai Campionati balcanici - ( Kraljevo), Salto in alto - 1,91 m

2024
- Bronzo ai Campionati balcanici indoor - ( Istanbul), Salto in alto - 1,86 m
- Bronzo ai Campionati balcanici - ( Smirne), Salto in alto - 1,83 m